# 미국의 러시아어
러시아어는 미국의 언어 중 가장 많이 사용되는 언어 상위 15개에 속하며, 미국에서 가장 많이 사용되는 슬라브어파 및 유럽의 언어 중 하나이다. 소련의 붕괴 이후 많은 러시아인들이 미국으로 이주하면서 이 언어를 가져왔다. 오늘날 미국 내 러시아어 사용자 대부분은 러시아계 유대인이다. 2010년 미국 인구 조사에 따르면 러시아어 사용자 수는 854,955명으로, 미국에서 12번째로 많이 사용되는 언어였다.

## 역사
| 미국의 러시아어 사용자   | 미국의 러시아어 사용자 |
| 연도                     | 사용자 수              |
| ------------------------ | ---------------------- |
| 1910a                    | 57,926                 |
| 1920a                    | 392,049                |
| 1930a                    | 315,721                |
| 1940a                    | 356,940                |
| 1960a                    | 276,834                |
| 1970a                    | 149,277                |
| 1980                     | 173,226                |
| 1990                     | 241,798                |
| 2000                     | 706,242                |
| 2010                     | 854,955                |
| ^a 해외 출생 인구에 한함 |                        |

신대륙에 처음 발을 디딘 러시아인들은 1648년 알래스카주에 도착한 탐험가들이었다. 200여 년 후인 1867년, 알렉산드르 2세 차르는 알래스카를 미국에 매각했다. 많은 러시아 정착민들이 러시아로 돌아갔지만, 소수의 사람들이 남아 있었다. 1882년에는 16,918명의 러시아어 사용자들이 미국에 거주했으며, 이 숫자는 1899년까지 점차 증가하여 387,416명이 되었다.

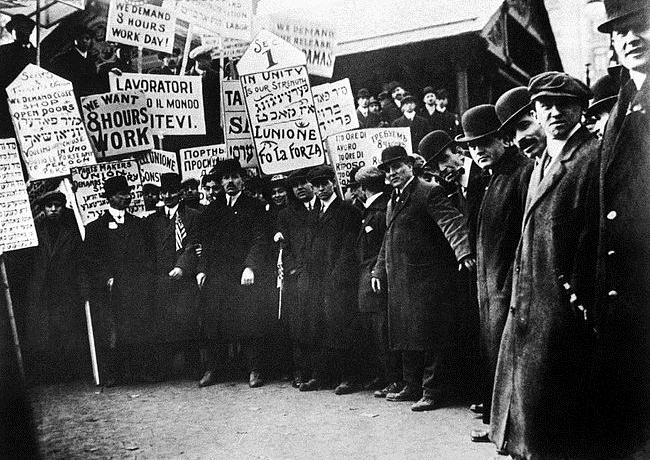
1913년경 뉴욕에서 러시아어를 포함한 다국어 표지판을 들고 파업 중인 의류 노동자들

19세기 후반과 20세기 초반에 많은 러시아계 유대인들이 본국의 박해를 피해 미국으로 이주했다. 이들 중 많은 수가 이디시어를 사용했지만, 대부분 러시아어도 알고 있었다. 1917년 볼셰비키 혁명 이후에도 수백만 명이 러시아를 떠났다. 1920년 미국 인구조사에서는 러시아 태생 미국 시민이 392,049명으로 집계되었는데, 10년 전 통계에서는 러시아 태생 미국인이 57,926명에 불과했다. 이들 신규 이민자 대부분은 백계 러시아인이었다. 1930년대와 1940년대에는 소련의 스탈린 정부가 부과한 제한으로 인해 러시아 이민이 둔화되었다. 미국 이민귀화국은 1930년부터 1944년까지 14,016명의 러시아 이민자가 미국으로 입국했다고 기록했다. 이들 중 대부분은 해외 여행에서 본국으로 돌아가기를 거부한 소련 시민, 즉 네보즈브라셴치(미귀국자)라고 불리는 사람들이었다.
다음으로 큰 이민 물결은 1970년대에 시작되었다. 소련 유대인들은 출국이 허용되면 미국으로 입국하는 데 거의 어려움이 없었고, 많은 사람들이 그렇게 했다. 러시아어를 사용하는 유대인들은 구소련 국가 출신 전체 이민자의 약 80%를 차지한다.
2012년부터 뉴욕주 기관들은 러시아어-한국어 무료 통역 서비스를 제공하고 있다. 또한 일부 주 및 선거 문서는 러시아어로 번역된다.

## 인구 통계

### 교육
러시아어 사용자들은 전국 평균보다 고등교육 학위를 가질 가능성이 더 높다. 이들 중 92%가 고등학교 졸업장을 가지고 있으며, 51%는 학사 학위를 가지고 있다. 미국 인구조사국의 2007년 자료에 따르면 러시아어 사용자 중 75%는 영어를 "잘" 또는 "아주 잘" 구사한다.

### 분포
| 인구조사 | 인구    | Note | %±     |
| -------- | ------- | ---- | ------ |
| 1910년   | 57,926  |      | —      |
| 1920년   | 392,049 |      | 576.8% |
| 1930년   | 315,721 |      | −19.5% |
| 1940년   | 356,940 |      | 13.1%  |
| 1960년   | 276,834 |      | —      |
| 1970년   | 149,277 |      | −46.1% |
| 1980년   | 173,226 |      | 16.0%  |
| 1990년   | 241,798 |      | 39.6%  |
| 2000년   | 706,242 |      | 192.1% |
| 2010년   | 854,955 |      | 21.1%  |

대부분의 러시아계 미국인과 마찬가지로, 러시아어 사용자들은 주로 주요 도시 지역에 집중되어 있다. 뉴욕 도시권에는 단연 가장 많은 러시아어 사용자들이 거주하고 있다. 브루클린은 미국에서 가장 큰 러시아어 사용 공동체의 본거지가 되었으며, 특히 브라이턴비치는 최근 러시아 이민자들이 많아 "리틀 오데사"라고도 불린다. 뉴욕주의 러시아어 사용 인구는 2000년에 218,765명으로, 전국 러시아어 사용자의 약 30%를 차지했다. 캘리포니아주는 118,382명으로 두 번째였고, 이어서 뉴저지주 (38,566명), 일리노이주 (38,053명), 매사추세츠주 (32,580명), 펜실베이니아주 (32,189명), 워싱턴주 (31,339명), 플로리다주 (19,729명), 메릴랜드주 (17,584명), 오리건주 (16,344명) 순이었다.

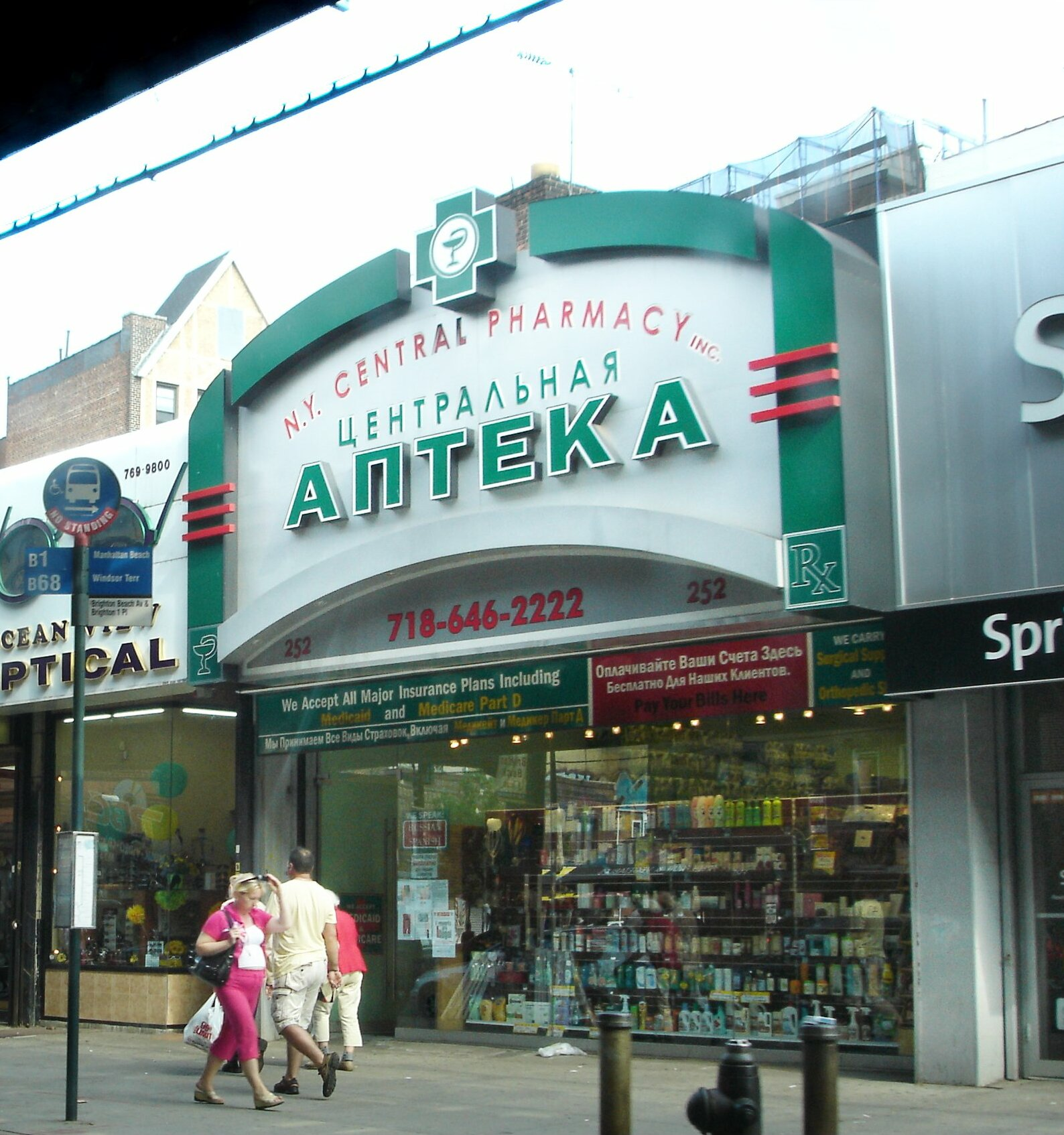
브라이턴비치, 브루클린, 뉴욕에 있는 약국 상점 앞이 러시아어로 번역되어 있다.

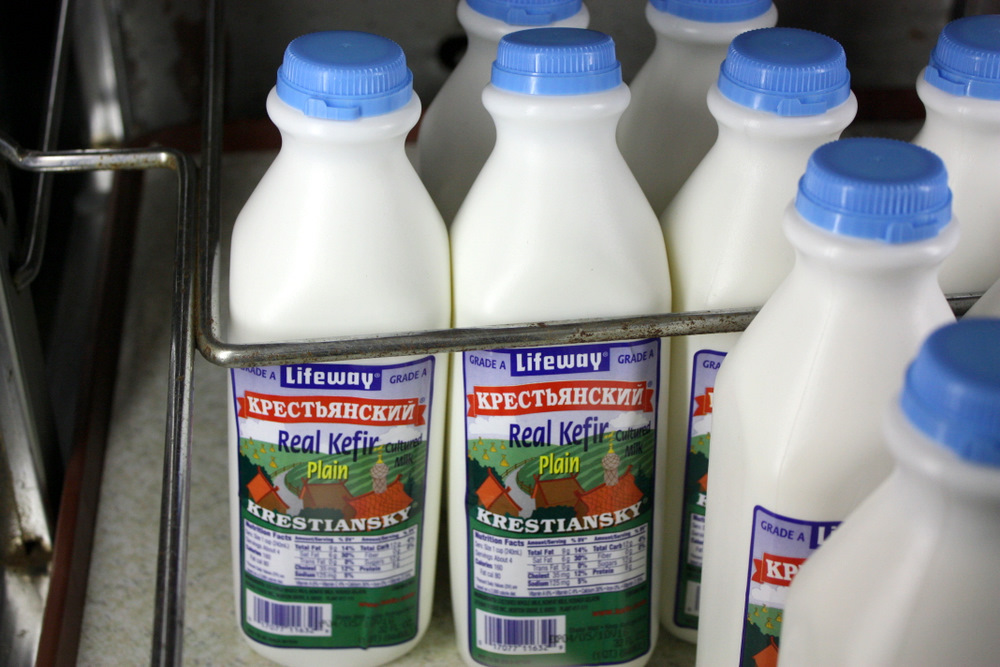
시카고에 본사를 두고 러시아 이민자가 설립한 라이프웨이 (회사)는 러시아 유제품의 주요 생산자이다.

캘리포니아주에서는 2000년 기준으로 우편번호 90046( 웨스트 할리우드 시와 로스앤젤레스의 할리우드 힐스 지역에 해당)에서 러시아어 사용자의 밀도가 가장 높았다(전체 인구의 21%). 주 전체적으로 샌프란시스코 시는 전체 러시아어 사용자의 약 14%를 차지했고, 할리우드와 웨스트 할리우드 우편번호는 12%를 차지했으며, 북동부 새크라멘토는 8%를 차지했다. 알래스카주는 가장 오래된 러시아어 사용 공동체를 가지고 있으며(일부 알래스카인들은 여전히 오래된 러시아 식민지 방언을 사용하기도 하지만 급격히 감소하고 있다), 미국 내 다른 지역보다 훨씬 적은 수이지만 1700년대부터 고유한 방언을 가지고 있다. 니콜라옙스크에서는 영어보다 러시아어가 더 많이 사용된다.

### 생존 가능성

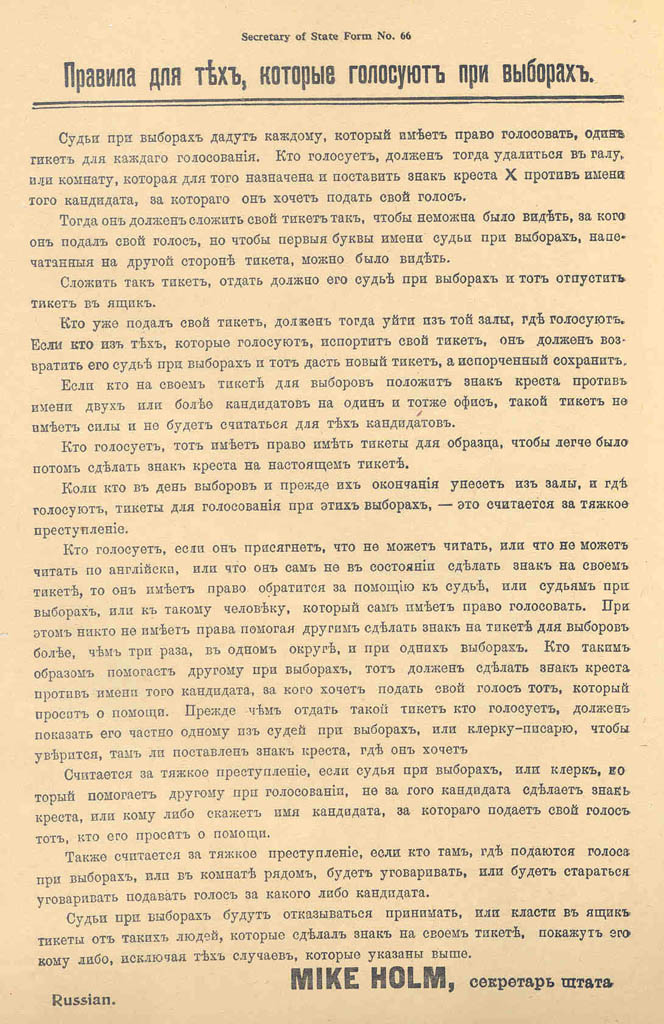
1920년에서 1930년 사이에 미네소타주 총무처 장관 마이크 홈이 최근 이민자들을 위해 발행한 러시아어 투표 안내문. 1918년 이전 맞춤법 개혁 철자가 사용되었다(1918년 이전 맞춤법 개혁 철자 사용은 백계 러시아인의 두드러진 특징이었다).

미국 내 러시아어의 생존 가능성 측면에서는 다른 일부 유럽 언어에 비해 훨씬 나은 편이지만, 러시아어 사용 부모에게서 태어난 어린이 중 상당수는 영어만을 사용하는 모국어 화자로 성장한다. 2010년 인구 조사 자료에 따르면, 미국 내 러시아어 사용자 중 14.7%가 5세에서 17세 사이이다. 이는 영어 사용자(5-17세 18.8%)보다는 상당히 낮지만, 폴란드어(11.3%)와 헝가리어(6.8%) 사용자들에 비하면 훨씬 높다. 러시아어 사용 인구는 알래스카주나 오리건주와 같이 고의식파 또는 구소련 복음주의자들이 많이 집중된 주에서 더 젊다.
표: 2010년 인구 조사에 따른 미국 내 러시아어 사용 인구 중 5세에서 17세 사이의 비율 

참고: 총계는 러시아어 사용 가구에 거주하는 5세 미만 아동을 제외한다.
| 주               | 총계    | 5–17세  | 5–17세 (%) |
| ---------------- | ------- | ------- | ---------- |
| 뉴욕             | 216,468 | 24,531  | 11.30%     |
| 캘리포니아       | 141,718 | 19,503  | 13.80%     |
| 워싱턴           | 49,282  | 13,975  | 28.40%     |
| 뉴저지           | 46,094  | 6,636   | 14.40%     |
| 일리노이         | 41,244  | 4,871   | 11.80%     |
| 매사추세츠       | 37,865  | 5,180   | 13.70%     |
| 펜실베이니아     | 35,029  | 5,275   | 15.10%     |
| 플로리다         | 31,566  | 4,002   | 12.70%     |
| 오리건           | 21,443  | 5,622   | 26.20%     |
| 메릴랜드         | 19,892  | 2,175   | 10.90%     |
| 텍사스           | 17,310  | 2,108   | 12.20%     |
| 오하이오         | 15,672  | 1,847   | 11.80%     |
| 미네소타         | 14,427  | 3,104   | 21.50%     |
| 버지니아         | 13,922  | 1,846   | 13.30%     |
| 조지아           | 13,091  | 2,332   | 17.80%     |
| 콜로라도         | 13,090  | 2,228   | 17.00%     |
| 미시간           | 12,363  | 1,553   | 12.60%     |
| 코네티컷         | 11,457  | 1,496   | 13.10%     |
| 노스캐롤라이나   | 9,288   | 1,699   | 18.30%     |
| 미주리           | 7,831   | 1,566   | 20.00%     |
| 애리조나         | 7,685   | 895     | 11.60%     |
| 위스콘신         | 6,817   | 770     | 11.30%     |
| 인디애나         | 5,722   | 962     | 16.80%     |
| 테네시           | 4,270   | 933     | 21.90%     |
| 알래스카         | 4,218   | 730     | 17.30%     |
| 유타             | 3,912   | 976     | 24.90%     |
| 네바다           | 3,808   | 436     | 11.40%     |
| 사우스캐롤라이나 | 3,806   | 991     | 26.00%     |
| 메인             | 2,408   | 849     | 35.30%     |
| 켄터키           | 2,208   | 236     | 10.70%     |
| 아이다호         | 1,966   | 283     | 14.40%     |
| 캔자스           | 1,919   | 288     | 15.00%     |
| 오클라호마       | 1,774   | 270     | 15.20%     |
| 로드아일랜드     | 1,740   | 90      | 5.20%      |
| 아이오와         | 1,683   | 238     | 14.10%     |
| 루이지애나       | 1,576   | 267     | 16.90%     |
| 뉴햄프셔         | 1,447   | 263     | 18.20%     |
| 앨라배마         | 1,437   | 177     | 12.30%     |
| 컬럼비아 특별구  | 947     | 48      | 5.10%      |
| 몬태나           | 893     | 332     | 37.20%     |
| 뉴멕시코         | 887     | 109     | 12.30%     |
| 하와이           | 814     | 136     | 16.70%     |
| 네브래스카       | 807     | 60      | 7.40%      |
| 사우스다코타     | 762     | 153     | 20.10%     |
| 미시시피         | 725     | 81      | 11.20%     |
| 버몬트           | 637     | 80      | 12.60%     |
| 델라웨어         | 550     | 77      | 14.00%     |
| 와이오밍         | 519     | 130     | 25.00%     |
| 노스다코타       | 429     | 88      | 20.50%     |
| 아칸소           | 415     | 34      | 8.20%      |
| 웨스트버지니아   | 338     | 47      | 13.90%     |
| 총계             | 836,171 | 122,578 | 14.70%     |

## 미디어

### 신문
미국 최초의 러시아어 신문인 스보보다(자유)는 1867년부터 1871년까지 발행되었으며, 영어로는 알래스카 헤럴드라고 불렸다. 1940년까지 수십 개의 단명한 러시아어 신문이 발행되었다. 뉴욕 브루클린에서 1993년에 창간된 주간지 루스카야 레클라마(러시아 광고)는 10만 부 이상의 발행 부수를 자랑하는 미국 최대의 러시아어 신문이다. 이 신문은 옐로 페이지와 중고품 광고로 구성되어 있다.
1910년부터 발행된 노보예 루스케 슬로보(새로운 러시아어 단어)는 2009년 주간지로 전환되기 전까지 가장 오랫동안 발행된 러시아어 일간 신문이었다. 1920년대에는 공산주의 노선을 포기하고 더 넓은 러시아 디아스포라 독자층을 겨냥했다. 이 신문의 1918년부터 2001년까지의 아카이브는 핀란드 국립도서관에서 디지털로 이용할 수 있다.
2년 후인 2011년, 유일한 러시아어 일간지인 더 리포터(Репортер)가 뉴욕에서 발행되기 시작했다.
베체르니 뉴욕(저녁 뉴욕)은 뉴욕 도시권 러시아어 사용자들에게 서비스를 제공하며, 1980년부터 발행된 파노라마는 로스앤젤레스 광역권 러시아어 사용자들에게 서비스를 제공한다.
크스타티 러시아 아메리칸 뉴스페이퍼(요점)는 베이 에어리어에 서비스를 제공하며, 브 노봄 스베테(신세계에서)는 주로 국제 뉴스를 다루고 전국적으로 배포된다. 한편, 예브레이스키 미르(유대인 세계)는 러시아어 사용 유대인을 대상으로 한다.

### 텔레비전
미국의 러시아 텔레비전 방송국으로는 NTV (러시아), 루스키 미르, RTR 플라네타, RT (텔레비전 네트워크), RTVI, 페르비 카날, 채널 9 (이스라엘) 등이 있다. 그러나 러시아의 군사 작전이 시작되면서 모든 러시아 방송은 케이블 및 위성에서 일시적으로 중단되었다. 러시아어 사용 공동체로부터의 거센 여론 압력으로 인해 일주일 동안 러시아 텔레비전 방송이 중단된 후, TV 제공업체는 뉴욕에 기반을 둔 RTVI와 RTN에 대한 접근을 복원했다. 러시아 국영 미디어 채널에 대한 일부 접근은 인터넷/스트리밍을 통해 여전히 가능하다.

### 라디오
DaNu 라디오, 데이비존 라디오, 뉴욕의 라디오 루스카야 레클라마, 시카고의 뉴 라이프 라디오, 슬라브 패밀리 라디오, 러시안타운 라디오와 같은 지역 러시아어 방송국이 있으며, 온라인에서도 더 많은 방송을 이용할 수 있다.

### 웹
슬라브 새크라멘토와 슬라브 패밀리는 캘리포니아주, 오리건주, 워싱턴주에서 러시아어로 매일 뉴스를 발행하는 유일한 두 온라인 출처이다. 이 웹사이트의 주요 방문자는 새크라멘토와 주변 지역, 베이 에어리어, 워싱턴주, 오리건주, 텍사스주, 플로리다주, 뉴욕주에 거주한다.

## 같이 보기
- 알래스카 러시아어
- 러시아계 미국인

## 내용주
1. 1 2  “LANGUAGE SPOKEN AT HOME BY ABILITY TO SPEAK ENGLISH FOR THE POPULATION 5 YEARS AND OVER Universe: Population 5 years and over more information 2010 American Community Survey 1-Year Estimates”. Factfinder2.census.gov. 2020년 2월 12일에 원본 문서에서 보존된 문서. 2015년 10월 26일에 확인함.
2. ↑  “Appendix Table 2. Languages Spoken at Home: 1980, 1990, 2000, and 2007.”. United States Census Bureau. 2012년 8월 6일에 확인함.
3. ↑  “Detailed Language Spoken at Home and Ability to Speak English for Persons 5 Years and Over --50 Languages with Greatest Number of Speakers: United States 1990”. United States Census Bureau. 1990. 2012년 7월 22일에 확인함.
4. ↑  “Language Spoken at Home: 2000”. United States Census Bureau. 2020년 2월 12일에 원본 문서에서 보존된 문서. 2012년 8월 8일에 확인함.
5. ↑  “Mother Tongue of the Foreign-Born Population: 1910 to 1940, 1960, and 1970”. United States Census Bureau. 1999년 3월 9일. 2012년 8월 6일에 확인함.
6. ↑  Potowski 2010, 180쪽.
7. 1 2 3 4  Potowski 2010, 181쪽.
8. ↑  Potowski 2010, 183쪽.
9. ↑  ГУБЕРНАТОР КУОМО (CUOMO) ОБЪЯВЛЯЕТ ОБ ОБЕСПЕЧЕНИИ УЧРЕЖДЕНИЯМИ ШТАТА НЬЮ-ЙОРК БЕСПЛАТНЫХ УСЛУГ ЯЗЫКОВОГО ДОСТУПА Губернатор штата Нью-Йорк, 2012
10. 1 2  Potowski 2010, 185쪽.
11. ↑  Isurin 2011, 16쪽.
12. ↑  “Table 5.Detailed List of Languages Spoken at Home for the Population 5 Years and Over by State: 2000” (PDF). United States Census Bureau. 2003년 2월 25일. 2012년 10월 3일에 확인함.
13. ↑  “Language Spoken at Home: 2000; Census 2000 Summary File 3 (SF 3) – Sample Data”. Factfinder2.census.gov. 2020년 2월 12일에 원본 문서에서 보존된 문서. 2015년 10월 26일에 확인함.
14. ↑  “Linguists find the most isolated Russian dialect in Alaska”.
15. ↑  “Language Map Data Center”. Mla.org. 2015년 10월 12일. 2015년 10월 26일에 확인함.
16. ↑  Potowski 2010, 186쪽.
17. ↑  О нас (러시아어). "Русская Реклама" /Ruskaya Reklama. 2015년 1월 16일에 확인함.
18. 1 2 3  Ewa Kern-Jedrtchowska (2011년 3월 2일). “A Russian-Language Daily Hits the Streets”. 《뉴욕 타임스》. 2012년 8월 18일에 확인함.
19. ↑  Emilia Pyykönen. “Kaksi sanomalehtiarkistoa Venäjän tutkimukseen koekäytössä 30.11. saakka”. 핀란드 국립도서관.
20. ↑  “Novoe russkoe slovo Digital Archive”.
21. ↑  “РЕПОРТЕР | Ежедневная русскоязычная газета в Нью Йорке — едневная русскоязычная бесплатная газета Репортер в Нью Йорке”. Reporterru.com. 2015년 10월 26일에 확인함.
22. ↑  “Affordable Hosting Plans - Dedicated Web Support | Lunarpages Web Hosting”. Vechny.com. 2022년 1월 19일에 원본 문서에서 보존된 문서. 2015년 10월 26일에 확인함.
23. 1 2 3  Potowski 2010, 187쪽.